# Live at the Marquee
Live at the Marquee — концертний альбом американського гурту Dream Theater. Виданий 3 вересня 1993 року. Був записаний під час виступу гурта у клубі Marquee Club. Загальна тривалість композицій становить 46:46. Альбом відносять до напрямку прогресивний метал.

## Список пісень

### Європейський реліз
| #  | Назва                                           | Автор слів        | Автор музики  | Тривалість |
| -- | ----------------------------------------------- | ----------------- | ------------- | ---------- |
| 1. | «Metropolis Pt. 1: The Miracle and the Sleeper» | Джон Петруччі     | Dream Theater | 9:36       |
| 2. | «A Fortune in Lies»                             | Джон Петруччі     | Dream Theater | 5:10       |
| 3. | «Bombay Vindaloo»                               | (інструментальна) | Dream Theater | 6:48       |
| 4. | «Surrounded»                                    | Кевін Мур         | Dream Theater | 6:00       |
| 5. | «Another Hand" "The Killing Hand»               | Джон Петруччі     | Dream Theater | 10:30      |
| 6. | «Pull Me Under»                                 | Кевін Мур         | Dream Theater | 8:42       |

### Японський реліз
| #  | Назва                                           | Автор слів        | Автор музики  | Тривалість |
| -- | ----------------------------------------------- | ----------------- | ------------- | ---------- |
| 1. | «Metropolis Pt. 1: The Miracle and the Sleeper» | Джон Петруччі     | Dream Theater | 9:36       |
| 2. | «A Fortune in Lies»                             | Джон Петруччі     | Dream Theater | 5:10       |
| 3. | «Bombay Vindaloo»                               | (інструментальна) | Dream Theater | 6:48       |
| 4. | «Another Day»                                   | Джон Петруччі     | Dream Theater | 4:37       |
| 5. | «Another Hand" "The Killing Hand»               | Джон Петруччі     | Dream Theater | 10:30      |
| 6. | «Pull Me Under»                                 | Кевін Мур         | Dream Theater | 8:42       |

## Музиканти
- Джеймс ЛаБрі — вокал
- Кевін Мур — клавішні
- Джон Маянґ — басс-гітара
- Джон Петруччі — гітара
- Майк Портной — ударні